# Hohenholz (przystanek kolejowy)
Hohenholz – zlikwidowany wąskotorowy przystanek kolejowy w miejscowości Hohenholz na linii kolejowej Casekow Ldb. – Pomorzany Wąskotorowe, w powiecie Vorpommern-Greifswald, w kraju związkowym Meklemburgia-Pomorze Przednie, w Niemczech.